# Titan Desert
La Titan Desert MTB Marathon és una cursa de ciclisme de muntanya pensada i desenvolupada per Joan Porcar Garcia, basat en la filosofia del Ral·li Dakar. Els ciclistes competeixen durant sis dies al Sàhara marroquí amb recorreguts molt poc senyalitzats, on la navegació i l'orientació tenen un paper fonamental. La duresa de la prova està marcada per la llarga distància de les etapes i sens dubte per l'entorn. La prova és organitzada per RPM, especialista en aquest tipus d'esdeveniments, amb gent a l'equip com Juan Porcar, Félix Dot i Manu Tajada.
Al 2020 es va anunciar que la cursa es traslladaria a Almeria.

## Edicions

### 2010
L'edició del 2010 de la Nissan Titan Desert es disputà del 3 al 7 de maig entre les localitats d'Arfoud i d'Ouarzazate, amb 480 km de recorregut. Va haver-hi 328 participants, dels quals només 289 arribaren a la meta.
- Guanyador: Roberto Heras
- Guanyadora: Núria Lauco

### 2009
A l'edició del 2009 els participants tingueren cinc llargs dies de competició a través de 500 km al desert marroquí.
- Guanyador: Israel Muñoz
- Guanyadora: Ariadna Tudel Cuberes

### 2008
Aquesta edició tornà a comptar amb destacats exciclistes professionals com Claudio Chiappucci, Melcior Mauri o Peio Ruiz Cabestany.
- Guanyador: Roberto Heras
- Guanyadora: Núria Lauco

### 2007
L'edició del 2007 estigué marcada per la presència d'exciclistes professionals, Abraham Olano, Peio Ruiz Cabestany i Melcior Mauri corregueren amb gairebé 300 participants en aquesta edició. Les fortes tempestes dels primers dies obligaren l'organització a canviar el recorregut. Dels 450 km previstos en 5 etapes, al final es feren 240 km més 135 km d'enllaços per carreteres en 4 dies.
- Guanyador: Melcior Mauri
- Guanyadora: Isabel Gandía Martínez
- Guanyador sub-23: Josep Borràs Tarancón

### 2006
En l'edició del 2006 els participants van haver de superar 350 km pel desert distribuïts en 4 etapes.
- Guanyador: Pedro Vernis
- Guanyadora: Amparo Ausinas
- Guanyador sub-23: Josep Borràs Tarancón

## Palmarès
| Edició | Data | Campió                | Subcampió         | Tercer                    | Campiona femenina        |
| ------ | ---- | --------------------- | ----------------- | ------------------------- | ------------------------ |
| I      | 2006 | Pedro Vernis de Prats | Josef Ajram       | Mauro Carné Carcas        | Amparo Ausina Pérez      |
| II     | 2007 | Melcior Mauri         | Miguel Ángel Sáez | Santi Prat                | Isabel Gandía            |
| III    | 2008 | Roberto Heras         | Joan Llordera     | José Raul Hernández Silva | Núria Lauco              |
| IV     | 2009 | Israel Núñez          | Ismael Ventura    | Melcior Mauri             | Ariadna Tudel            |
| V      | 2010 | Roberto Heras         | Ondrej Fojtik     | Marc Trayter              | Núria Lauco              |
| VI     | 2011 | Roberto Heras         | Milton Ramos      | Luis Leao Pinto           | Celina Santos Carpintero |
| VII    | 2012 | Roberto Heras         | Luis Leao Pinto   | Tomas Vrokrouhlik         | Rebecca Rusch            |
| VIII   | 2013 | Luis Leao Pinto       | Milton Ramos      | Ondrej Fojtik             | Clàudia Galícia          |
| IX     | 2014 | Ondrej Fojtik         | Milton Ramos      | Óscar Pujol               | Clàudia Galícia          |
| X      | 2015 | Diego Tamayo          | Ibon Zugasti      | Juan Pedro Trujillo       | Anna Ramírez             |
| XI     | 2016 | Josep Betalú          | Julen Zubero      | Jose Silva                | Ramona Gabriel           |
| XII    | 2017 | Josep Betalú          | Roberto Bou       | Ignacio Ariel Gili        | Anna Ramírez             |
| XIII   | 2018 | Josep Betalú          | Ramon Sagués      | Roberto Bou               | Ramona Gabriel           |
| XIV    | 2019 | Josep Betalú          | Guillem Muñoz     | Moisés Dueñas             | Anna Ramírez             |
| XIV    | 2020 | Sergio Mantecón       | Josep Betalú      | David Arroyo              | Clàudia Galícia          |